# Lípa svobody (Běchovice)
Lípa svobody v Běchovicích je významný strom, který roste v Praze v ulici Českobrodská u zastávky MHD Běchovice, v parku proti Staré poště poblíž sochy Mistra Jana Husa.

## Popis
Lípa roste na zatravněné ploše v parku. Obvod kmene má 236 cm v 1 metru nad zemí, výška není uvedena (r. 2016). V databázi významných stromů Prahy je zapsaná od roku 2013.

## Historie
Lípa svobody byla vysazena roku 1928 na připomínku 10. výročí vzniku Československé republiky. Vysadili ji řídící učitel místní školy pan Řibřid a železničář Josef Kafka.